# 身から出た唄
『身から出た唄』（みからでたうた）は、竹澤汀の2作目のミニ・アルバム。2016年2月17日に発売された。

## 概要
前作『点と点のあいだ』より約4年ぶりのリリース。2016年1月15日にGoose houseのYouTube公式チャンネルにてリリースすることが発表された。タイトルはことわざの「身から出た錆」に由来している。
前作とは異なり、竹澤が在籍している音楽ユニットGoose houseの自主レーベルからのリリース。竹澤のミニ・アルバムでは、初めて全曲竹澤が作詞作曲を手がけた作品となっている。なお、Goose house在籍時にリリースされた最後の作品となっている。
本作には、ファッションブランドのCMソングである「I Like」を含む5曲を収録。その一方、2012年リリースのコンピレーション・アルバム『鉄コンピ 金の卵編』に収録の「寒い日の唄」、2013年の配信限定でリリースされた「海の見える街」「アジサイと猫」「パドリング」は未収録となっている。
2016年2月21日にタワーレコード渋谷店にて、本作のリリースを記念したインストアイベントが実施された。

## 収録曲
| 全作詞・作曲: 竹澤汀。 |                  |        |            |      |
| #                      | タイトル         | 作詞   | 作曲・編曲 | 時間 |
| 1.                     | 「I Like」       | 竹澤汀 | 竹澤汀     | 4:32 |
| 2.                     | 「ミッシェル」   | 竹澤汀 | 竹澤汀     | 4:33 |
| 3.                     | 「ラブソング」   | 竹澤汀 | 竹澤汀     | 4:45 |
| 4.                     | 「夜明けのうた」 | 竹澤汀 | 竹澤汀     | 4:32 |
| 5.                     | 「あらすじ」     | 竹澤汀 | 竹澤汀     | 3:48 |
| 合計時間:              | 合計時間:        | 22:10  |            |      |

## 曲の解説
1. I Like
AS KNOW AS「as you like! 竹澤汀篇」CMソング
失恋ソングで、竹澤が17歳の時に書いた楽曲[4]。前作『点と点のあいだ』の新星堂購入特典DVDには、この楽曲の弾き語り映像が収録されていた。
2016年3月に行なわれたGoose houseのLive Streamingでは、同じくGoose houseのメンバーである沙夜香と共演した[5]。
2. ミッシェル
ニューヨークに訪れた時に得た刺激や開放感をモチーフにした楽曲[4]。
3. ラブソング
4. 夜明けのうた
5. あらすじ